# Luční potok - Třebušín
Luční potok - Třebušín este o arie protejată (arie specială de conservare — SAC, sit de importanță comunitară — SCI) din Republica Cehă întinsă pe o suprafață de 0,66 ha, integral pe uscat.

## Localizare
Centrul sitului Luční potok - Třebušín este situat la coordonatele 50°36′16″N 14°13′00″E / 50.604444°N 14.216667°E.

## Înființare
Situl Luční potok - Třebušín a fost declarat sit de importanță comunitară în aprilie 2005 pentru a proteja 1 specie de animale. Situl a fost protejat și ca arie specială de conservare în iulie 2012.

## Biodiversitate
Situată în ecoregiunea continentală, aria protejată nu include niciun habitat protejat.
La baza desemnării sitului se află o specie protejată de  nevertebrate: Austropotamobius torrentium.